# Buster Crabbe

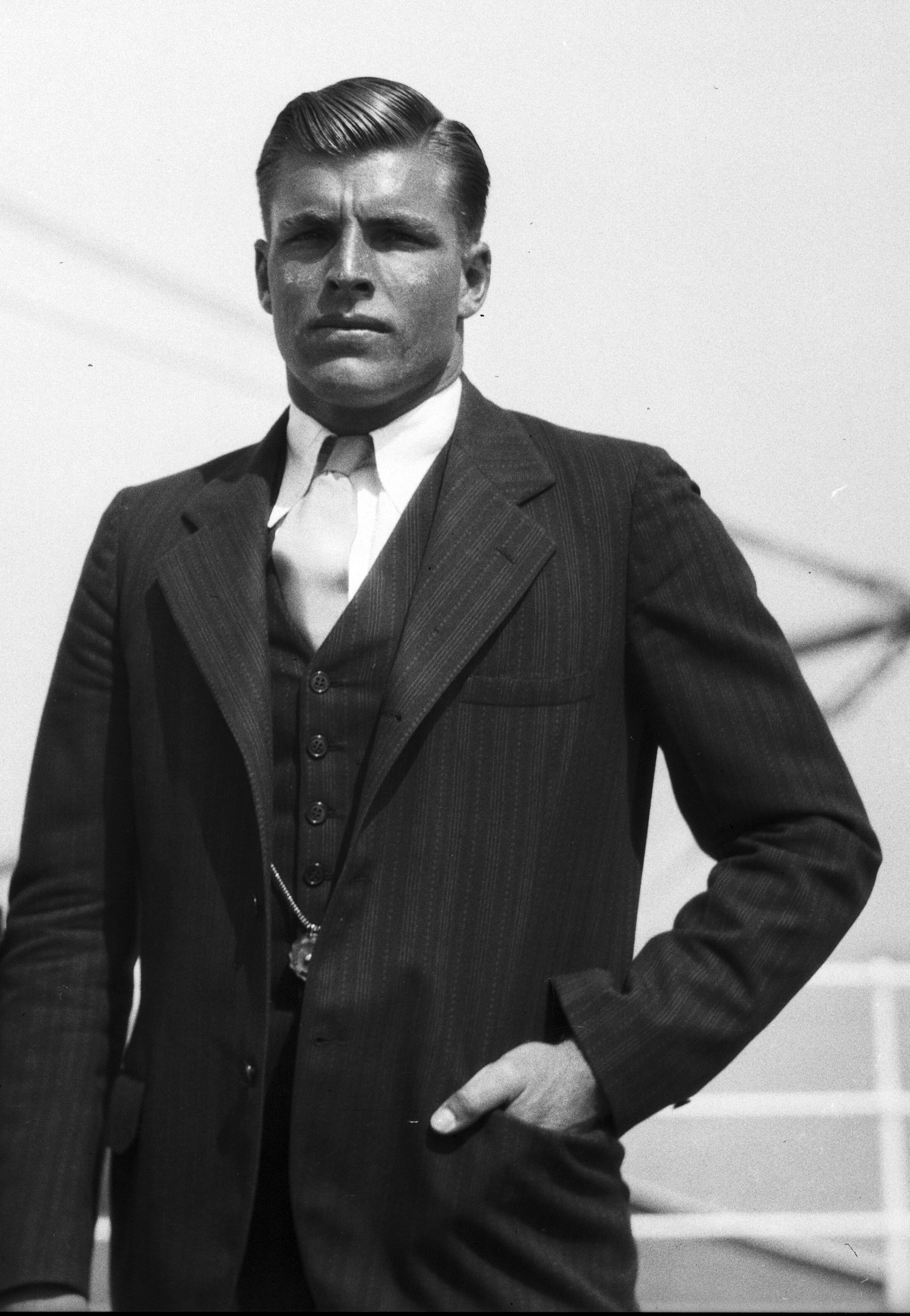
Buster Crabbe (um 1930)

Clarence Linden „Buster“ Crabbe (* 7. Februar 1908 in Oakland; † 23. April 1983 in Scottsdale), Pseudonym auch Larry Crabbe, war ein US-amerikanischer Schwimmer und Schauspieler.
Buster Crabbe war Olympiasieger, hielt 35 nationale Rekorde und 16 Weltrekorde im Schwimmen. Als Schauspieler wirkte er in über einhundert Filmen und mehreren Serials mit und war der einzige Darsteller, der alle drei populären Comic-Helden der 1930er Jahre verkörperte: Buck Rogers, Flash Gordon und Tarzan.

## Leben

### Jugend, Schwimmer und frühe Filmkarriere

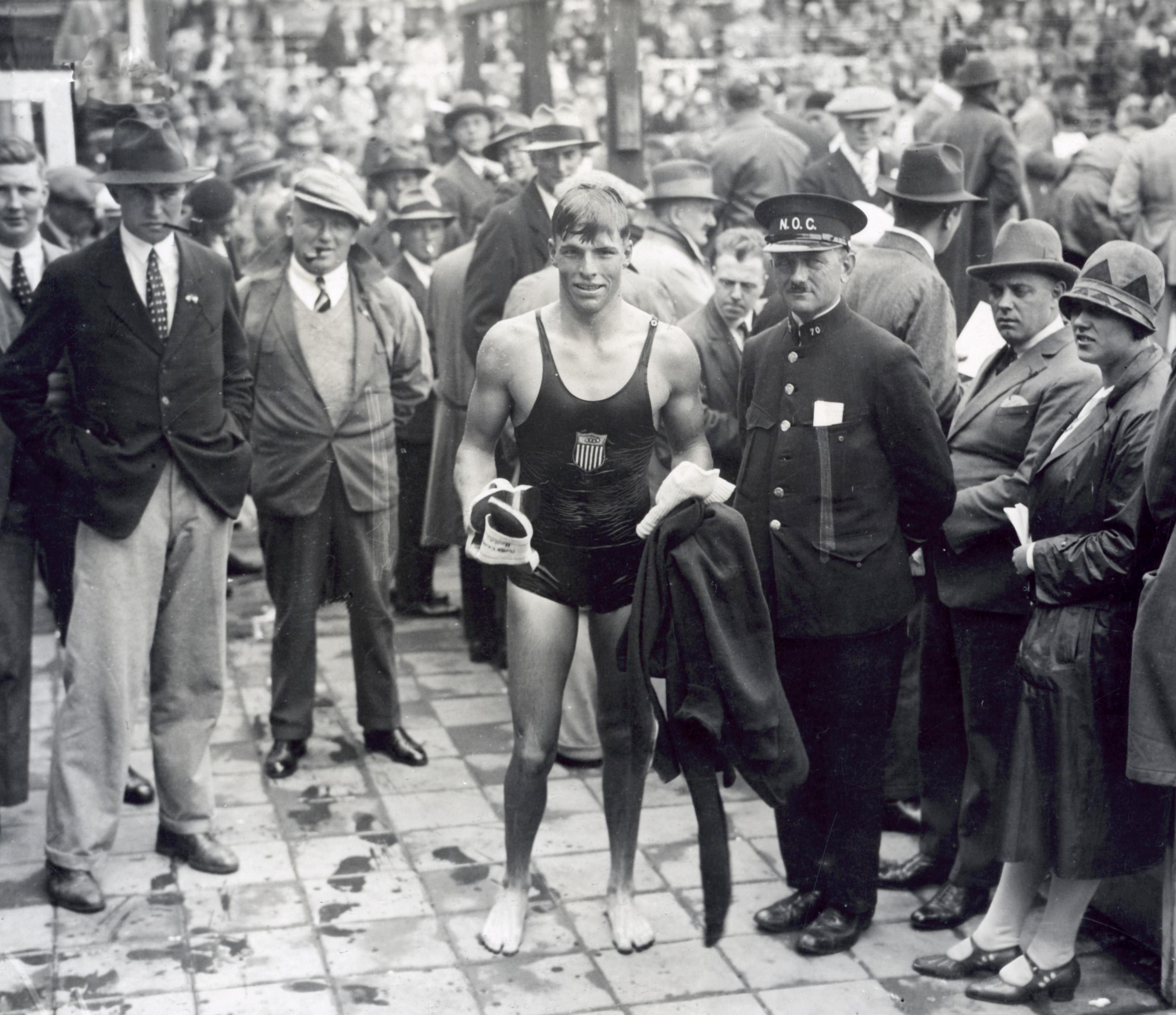
Buster Crabbe 1928 bei den Olympischen Spielen in Amsterdam

Clarence Linden „Buster“ Crabbe wurde am 7. Februar 1908 im kalifornischen Oakland geboren. Als er achtzehn Monate alt war, zog seine Familie nach Hawaii, wo sein Vater die Stelle eines Aufsehers auf einer Ananasplantage übernahm. Dort lernte der junge Buster das Schwimmen unter idealen Bedingungen und mit einem großen Vorbild: Duke Kahanamoku war nicht nur der Begründer des modernen Wellenreitens, sondern auch mehrfacher Olympiasieger im Schwimmen. 1927 kehrte Crabbe aufs Festland zurück, um an der University of Southern California in Los Angeles Jura zu studieren. Wegen seiner Erfolge für die Hochschulmannschaft wurde er für die Olympischen Sommerspiele 1928 in Amsterdam nominiert. Während sein Mannschaftskollege Johnny Weissmüller zweimal Gold erschwamm, erreichte Crabbe Bronze über 1500 Meter Freistil.
Ähnlich wie sein Kollege Weissmüller stieg auch Crabbe ins Filmgeschäft ein, und als MGM 1931 für ihren ersten Tarzanfilm einen schwimmfähigen Sportstar suchte, wurde Crabbe, der damals als Statist beim John-Wayne-Film „That’s My Boy“ mitwirkte, angeschaut und gleich wieder aussortiert. Die Rolle bekam der wesentlich bekanntere Johnny Weissmüller, der von da an sechzehn Jahre lang in zwölf Tarzanfilmen die Titelrolle spielte. Crabbe schloss 1931 die Universität ab, blieb aber sportlich aktiv. Im Sommer 1932 nahm er an den Olympischen Sommerspielen in Los Angeles teil. Über 400 Meter Freistil lieferte sich Crabbe ein packendes Duell mit dem französischen Weltrekordhalter Jean Taris. Dieser führte von Anfang an, aber Crabbe schloss etwa 25 Meter vor dem Ziel zu ihm auf und schlug den Franzosen um eine Zehntelsekunde. Sein Sieg sollte auch die einzige US-Goldmedaille bei den männlichen Schwimmern diesen Spielen bleiben, alle anderen Goldmedaillen gingen an Japan.
Durch den Olympiasieg wurde Hollywood wieder auf Crabbe aufmerksam. Paramount Pictures engagierte ihn für King of the Jungle (dt. „Abenteuer in zwei Erdteilen“), der thematisch an die populären Tarzan-Filme angelehnt war. 1933 heiratete Crabbe seine College-Liebe Adah Virginia Held. Im selben Jahr erhielt er mit „Tarzan the Fearless“ seine erste und einzige Rolle als Tarzan und schrieb sich als siebte Person in die Liste der Tarzandarsteller ein. Gegen die populären Filme mit Weissmüller als Tarzan konnte die Low-Budget-Produktion bei Publikum und Kritik nicht mithalten. Der Film wurde sowohl als Serial als auch als Spielfilm aufgenommen. Als das Serial herauskam, zeigten die meisten Filmtheater lediglich die erste Folge und verzichteten dann auf die weiteren. Da keine Kopien archiviert wurden, existiert heute nur noch die Langversion des Films. In den folgenden Jahren spielte er Hauptrollen in zahlreichen B-Filmen.

### Flash Gordon und Buck Rogers
1936 wurde ein Schauspieler für die Titelrolle von Flash Gordon gesucht, dem ersten echten Science-Fiction-Serial, das auf der gleichnamigen Comicreihe basierte. Crabbe glaubte, die Idee sei zu abwegig für das Kinopublikum und würde floppen. Er mochte jedoch den Comicstrip und ging zum Casting bei Universal Pictures, um zu sehen, wer die Rolle spielen würde. Als ihn der Produzent Henry MacRae dort sah, ging er auf ihn zu und bot ihm die Rolle auf der Stelle an. Wie sich herausstellte, hatte MacRae einige von Crabbes Filmen gesehen und ihn als Wunschkandidaten auserkoren, dachte aber, dass Paramount, bei der Crabbe unter Vertrag stand, ihn nicht freigeben würde.
Der Deal kam jedoch zustande und Buster Crabbe drehte nicht nur das sehr erfolgreiche Initial-Serial Flash Gordon, sondern kämpfte auch in den Folge-Serien Flash Gordon’s Trip to Mars (1938) und Flash Gordon Conquers the Universe (1940) gegen „Ming den Erbarmungslosen“. Um dem Comichelden Flash Gordon möglichst ähnlich zu sehen, musste Crabbe sich die Haare färben. Das machte ihn sehr verlegen und in der Öffentlichkeit trug er stets einen Hut. Er hatte Angst davor, dass ihm Männer nachpfiffen. Als mit Buck Rogers 1939 auch der zweite erfolgreiche Science-Fiction-Comic der 1930er Jahre verfilmt werden sollte, wählte die Produktionsfirma sofort Buster Crabbe aus. Das Budget seiner kostengünstigen Filme blieb trotz des Erfolges gleich niedrig. So wurden zum Beispiel Hintergrundaufnahmen aus dem futuristischen Musical Just Imagine (1930), Dekorationen aus Flash Gordon und selbst Kleidungsstücke verwendet, die im Jahr zuvor noch bei Flash Gordons Marsreise zu sehen waren.

### Western, Swimmingpools und Fernsehen
Von 1941 bis 1946 drehte Crabbe – gelegentlich auch unter dem Namen „Larry Crabbe“ – für die B-Movie-Produktionsfirma Producers Releasing Corporation (PRC) an die 40 Western, oft in der Rolle von Billy the Kid oder Billy Carson. In diesen Low-Budget-Produktionen (seine Gage für Prairie Rustler von 1945 z. B. betrug 3.000 Dollar, entsprechend rund 50.000 Dollar in heutiger Rechnung) war sein Sidekick Al „Fuzzy“ St. John, der schon auf eine lange Karriere als Stummfilm-Komiker zurückblicken konnte. Nach 1946 drehte Crabbe weniger Filme und begann, seine eigene Swimmingpool-Firma aufzubauen. Daneben tourte er fünf Jahre lang mit einer Show namens „Buster Crabbe’s Aquaparade“ durch Amerika und Europa. 1950 spielte er erstmals zusammen mit Johnny Weissmüller in Die Dschungelgöttin. Dabei war Weissmüller der Held, Crabbe mimte den Bösewicht.
Anfang der 1950er Jahre war die große Zeit der B-Movies zu Ende und Buster Crabbe erhielt eine eigene Fernseh-Show, die auf Kinder ausgerichtet war und später in Buster’s Buddies umbenannt wurde. Erfolgreicher war er jedoch mit der Titelrolle in der Fernsehserie Captain Galliant of the Foreign Legion (1955–1957), in der auch sein Sohn Cullen mitwirkte. 1957 starb Crabbes Tochter Sande an Magersucht. Er beschäftigte sich nun zunehmend mit dem Swimmingpool-Geschäft, dessen Produkte in über 28 Ländern vertrieben wurden. Parallel dazu betrieb er ein Sommercamp für Jugendliche, bei dem das Schwimmen im Vordergrund stand und stets mindestens ein Schwimmlehrer aus Hawaii zugegen war.
1965 wurde Buster Crabbe in die Ruhmeshalle des internationalen Schwimmsports aufgenommen. 1970 war er Ehrengast bei der Science-Fiction-Tagung „Multicon 70“ in Oklahoma City. Seinen letzten Weltrekord erschwamm er 1971 in der Altersklasse Ü60 über 400 Meter Freistil. 1979 spielte er in der Neuauflage der Buck Rogers Fernsehserie einen betagten Piloten namens „Gordon“, eine Anspielung auf seine Paraderolle „Flash Gordon“.
Am 23. April 1983, zehn Tage nach seiner Goldenen Hochzeit, starb Buster Crabbe im Alter von 75 Jahren an einem Herzinfarkt.

## Rezeption
Der britische Kampftaucher Lionel Crabb wurde in Anlehnung an Clarence Crabbe ebenfalls Buster genannt.

## Filmografie (Auswahl)
- 1930: Good News
- 1932: Graf Zaroff – Genie des Bösen (The Most Dangerous Man)
- 1932: Insel der verlorenen Seelen (Island of Lost Souls)
- 1933: Mädchenraub in Wildwest (Man of the Forest)
- 1933: Tarzan the Fearless
- 1933: Abenteuer in zwei Erdteilen (King of the Jungle)
- 1934: You’re Telling Me!
- 1934: Search for Beauty
- 1935: Nevada
- 1935: Das Tal des Todes (Wanderer of the Wasteland)
- 1936: Flash Gordon (Flash Gordon) (Serial)
- 1937: Unter falschem Namen (Forlorn River)
- 1938: Flash Gordon’s Trip to Mars (Serial)
- 1939: Buck Rogers (Serial)
- 1939: Der große Milchkrieg von Colorado (Colorado Sunset)
- 1940: Flash Gordon Conquers the Universe (Serial)
- 1941: Fuzzy der Meistercowboy (Billy the Kid Wanted)
- 1942: Fuzzy jagt sich selbst (Billy the Kid Trapped)
- 1942: Gegen Willkür und Gewalt (Billy the Kid’s Smoking Guns)
- 1942: Um Leben und Tod (Law and Order)
- 1943: Für Recht und Gesetz (Sheriff of Sage Valley)
- 1943: Fuzzy der Banditenschreck (Western Cyclone)
- 1944: Fuzzy der Draufgänger (Ghost of Hidden Valley)
- 1944: Fuzzy der Revolverheld (Rustler’s Hideout)
- 1944: Fuzzy der Sheriff (Blazinhg Frontier)
- 1944: Fuzzy und die liebestolle Oma (Frontier Outlaws)
- 1944: Die Rache des Gorilla (Nabonga Gorilla)
- 1944: Fuzzy, der Held des Westens (Oath of Vengeance)
- 1945: Fuzzy lebt gefährlich (Prairie Rustlers)
- 1946: Fuzzy schreckt vor nichts zurück (Valley of Vengeance)
- 1946: Der König von Wildwest III. Teil: Der Gangsterschreck (Prairie Badmen)
- 1946: Der König von Wildwest IV. Teil: Der Banditenfeind (Overland Riders)
- 1946: Sumpf des Grauens (Swamp Fire)
- 1946: Gegen Willkür und Gewalt (Outlaws of the Plains)
- 1947: Uncas, der Letzte seines Stammes (Last of the Redmen)
- 1950: Die Dschungelgöttin (Captive Girl)
- 1955–1957: Captain Gallant of the Foreign Legion (Fernsehserie, 46 Folgen)
- 1956: Revolvermänner (Gun Brothers)
- 1957: Im Schatten der Schlinge (The Lawless Eighties)
- 1958: Der Teufel holt sie alle (Badman’s Country)
- 1959: Abrechnung in Abilene (Gunfighters of Abilene)
- 1964: Goldtransport durch Arizona (Arizona Raiders)
- 1965: Colorado Saloon 12 Uhr 10 (The Bounty Killer)
- 1979: Kühles Naß auf heißer Haut (Swim Team)
- 1979: Buck Rogers (Buck Rogers in the 25th Century, Fernsehserie, Folge 1x02)
- 1981: B.J. und der Bär (B. J. and the Bear, Fernsehserie, Folge 3x12)
- 1982: The Comeback Trail